# Lanet
Lanet é uma comuna francesa na região administrativa de Occitânia, no departamento de Aude. Estende-se por uma área de 8,75 km². Em 2010 a comuna tinha 54 habitantes (densidade: 6,2 hab./km²).